# Catherine Seville
Catherine Seville (* 12. August 1963; † 4. Februar 2016) war eine britische Rechtswissenschaftlerin, die insbesondere auf dem Gebiet des Urheberrechts hervortrat. Sie war zuletzt Reader an der juristischen Fakultät der University of Cambridge.

## Leben
Seville studierte zunächst Klavier an der Royal Academy of Music (B.Mus., 1984) und Anglistik an der University of Cambridge (M.A.), ehe sie ebendort ins juristische Fach wechselte und in diesem 1986 als Bachelor of Arts abschloss. 1991 wurde sie Fellow des Newnham College, Cambridge, vier Jahre darauf dessen Studienleiterin (Director of Studies) für die Rechtswissenschaften. Sie wurde zur Reform des Urheberrechts an Schriftwerken zu Beginn des viktorianischen Zeitalters promoviert (Cambridge University Press, 1999; prämiert mit dem Yorke Prize der Fakultät). Zwischen 1995 und 2010 war Seville Lecturer, danach Senior Lecturer und schließlich ab 2013 Reader in Law. Parallel zu ihrer Lehr- und Forschungstätigkeit war sie zwischen 2004 und 2015 Vice Principal des Newnham College.

## Werk
Der Schwerpunkt der Veröffentlichungen von Seville liegt auf urheberrechtlichen Themen, insbesondere solchen mit historischem Einschlag. Zuletzt arbeitete sie zur Entwicklung des Urheberrechts an dramatischen Werken im 19. Jahrhundert. Die zweite Auflage ihres Lehrbuchs zum Recht des Geistigen Eigentums in der Europäischen Union erschien 2016 posthum (Elgar).

## Veröffentlichungen (Auswahl)

### Monographien
- Literary Copyright Reform in Early Victorian England: The Framing of the 1842 Copyright Act. Cambridge University Press, Cambridge 1999, ISBN 0-521-62175-5.
- The Internationalisation of Copyright Law: Books, Buccaneers and the Black Flag in the Nineteenth Century. Cambridge University Press, Cambridge 2006, ISBN 0-521-86816-5.
- EU Intellectual Property Law and Policy. 2. Auflage. Elgar, Cheltenham 2016, ISBN 978-1-78100-345-9 (Erstausgabe:  2009).

### Beiträge
- Copyright’s bargain – defining our terms. In: Intellectual Property Quarterly. Band 7, Nr. 3, 2003, S. 312–341.
- Peter Pan’s Rights: “To Die Will Be an Awfully Big Adventure”. In: Journal of the Copyright Society of the U.S.A. Band 51, Nr. 1, 2003, S. 1–77 (HeinOnline, nicht frei zugänglich).
- Commanding the Cs to retreat? Lessons in copyright governance from the nineteenth century. In: Intellectual Property Quarterly. Nr. 2, 2006, S. 73–90.
- Edward Bulwer Lytton Dreams of Copyright: ‘It might make me a rich man’. In: Francis O’Gorman (Hrsg.): Victorian Literature and Finance. Oxford University Press, Oxford 2007, ISBN 978-0-19-928192-3, S. 55–72.
- From pirates to eagles: America’s changing view of copyright. In: European Intellectual Property Review. Band 29, Nr. 10, 2007, S. 406–410.
- Authors as Copyright Campaigners: Mark Twain’s Legacy. In: Journal of the Copyright Society of the U.S.A. Band 55, Nr. 2–3, 2008, S. 283–359 (HeinOnline, nicht frei zugänglich).
- Copyright. In: David McKitterick (Hrsg.): The Cambridge History of the Book in Britain: Volume VI: 1830–1914. Cambridge University Press, Cambridge 2009, ISBN 978-0-521-86624-8, S. 214–237, doi:10.1017/CHOL9780521866248.007.
- Nineteenth-century Anglo–US copyright relations: the language of piracy versus the moral high ground. In: Lionel Bently, Jennifer Davies, Jane C. Ginsburg (Hrsg.): Copyright and Piracy: An Interdisciplinary Critique. Cambridge University Press, Cambridge 2010, ISBN 978-0-521-19343-6, S. 19–43, doi:10.1017/CBO9780511761577.003.
- The Statute of Anne: Rhetoric and Reception in the Nineteenth Century. In: Houston Law Review. Band 47, Nr. 4, 2010, S. 819–876 (HeinOnline, nicht frei zugänglich).
- Rhetoric and Reality: The Impact of Constitutional and Fundamental Rights on Intellectual Property Law, as Revealed in the World of Peer-to-Peer File Sharing. In: Ansgar Ohly, Justine Pila (Hrsg.): The Europeanization of Intellectual Property Law: Towards a European Legal Methodology. Oxford University Press, Oxford 2013, ISBN 978-0-19-966510-5, S. 165–181, doi:10.1093/acprof:oso/9780199665105.003.0009.
- The principles of international intellectual property protection: from Paris to Marrakesh. In: The WIPO Journal. Band 5, Nr. 1, 2013, S. 95–104.
- British colonial and imperial copyright. In: Isabella Alexander, H. Tomás Gómez-Arostegui (Hrsg.): Research Handbook on the History of Copyright Law (= Research Handbooks in Intellectual Property). Elgar, Cheltenham, Northampton 2016, ISBN 978-1-78347-239-0, S. 268–287.